# Neocoenyra bioculata
Neocoenyra bioculata is een vlinder uit de onderfamilie Satyrinae van de familie Nymphalidae. De wetenschappelijke naam van de soort is voor het eerst geldig gepubliceerd in 1964 door Robert Herbert Carcasson.